# Valeria Ros
Valeria López-Tapia Velasco (Guetxo, Biscaia, 5 d'octubre de 1986), més coneguda com a Valeria Ros, és una llicenciada en Comunicació Audiovisual, guionista, locutora, presentadora i monologuista espanyola.

## Trajectòria
Quan tenia 13 anys va muntar una festa a casa i els seus pares la van castigar internant-la en un col·legi a Dublín (Irlanda).
Valeria ha desenvolupat la seva carrera professional com a humorista essencialment a la ciutat de Madrid. Ha viscut en diverses ciutats com Londres, Nova York, Hèlsinki i Dijon, on ha estudiant cursos d'interpretació i treballat en productores i agències de publicitat. A més, és llicenciada en Comunicació Audiovisual a Salamanca i Actuació per a cinema i televisió a l'Escola TAI de Madrid.
Es va iniciar en la comèdia com a monologuista al programa Central de cómicos de Comedy Central. A més, és col·laboradora i locutora a la Cadena SER. Presenta setmanalment el programa radiofònic La lengua moderna al costat del també còmic Quequé amb la participació de convidats experts en la literatura, la música, l'esport i la televisió. Des estiu de 2017 és col·laboradora al programa A vivir que son dos días, presentat per Javier del Pino, i dedicat als humoristes espanyols. Ha participat també en El fin de la comedia, protagonitzada per Ignatius Farray.
Des de principis de febrer de 2018 forma part de LocoMundo com a col·laboradora, el noticiari humorístic que presenta Quequé. A finals de l'any 2018 va ser contractada com a col·laboradora en Lo siguiente, un late night de La 1, de què va ser acomiadada al poc temps de començar.
El juliol de 2019 va començar a col·laborar a Zapeando.